# Difosfato de uridina galactose

O difosfato de uridina galactose (UDP-galactose) é um intermediário na produção de polissacarídeos. É importante na biossíntese de açúcares nucleotídicos e é o substrato da transferase B4GALT5.